# Знаки зодиака (фильм)
«Знаки зодиака» — советский рекламный фильм 1975 года на музыку Владимира Высоцкого.

## О фильме
Реклама ювелирных изделий с изображением знаков зодиака, планировавшихся к выпуску, впервые в СССР, в Ленинграде. Заказчик фильма — завод «Русские самоцветы».

## Сюжет
Артисты пантомимы изображают созвездия под фонограмму песни Владимира Высоцкого «Знаки Зодиака», сочинённой и исполненной специально для этого фильма.

## Съёмки фильма
Фильм снимался в январе-феврале 1975 года в Ленинграде. Владимир Высоцкий специально для записи фонограммы приезжал в Ленинград. Песня «Знаки зодиака» записана под аккомпанемент оркестра Анатолия Кальварского.
Воспоминания режиссёра фильма В. Петрова о съёмках данного фильма опубликованы в газете Союза кинематографистов России "СК-Новости" от 21.01.2013 и в сборнике "Мир Высоцкого" .
История работы Высоцкого над этим фильмом восстанавливается в статье Ю. А. Куликова  в том же сборнике, где также опубликованы варианты песни "Знаки Зодиака", литературный сценарий к рекламному фильму В. Высоцкого, режиссёрский сценарий В. Петрова и другие документы по его созданию .

За работу над данным кинороликом В. Высоцкий получил 150 рублей .
Командировки Высоцкого в Ленинград для записи этого рекламного фильма В. Золотухин вспоминает следующим образом:

Высоцкий мотается туда-сюда самолётами, «Стрелой». Успевает ещё записываться на студии хроники и т.д. Сумасшедший человек.— 

## Цензура и фильм

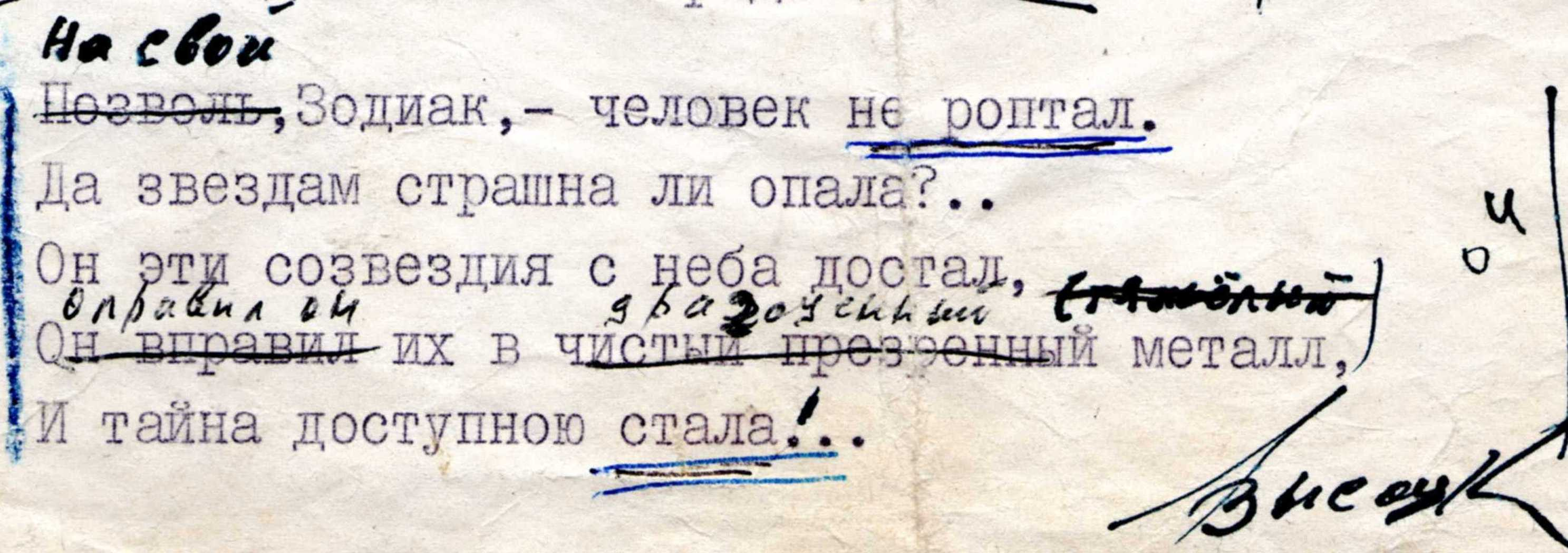
Автограф Владимира Высоцкого под текстом песни «Знаки зодиака»

Фильм изначально не был принят советской цензурой. Официальной претензией было использование образа красного льва (знака зодиака в фильме). Лев должен был проиллюстрировать следующие строки Высоцкого:
Из августа изголодавшийся Лев глядит на Овена в апреле.
Помимо этого, цензуру насторожило участие в создании фильма В. С. Высоцкого, находившегося в сложных отношениях с советской властью. Сергей Бондарчик, в тот период художественный руководитель объединения рекламных фильмов Ленинградской студии кинохроники, вспоминает об этом так:
Идея ролика была проста: Высоцкий за кадром поет свою песню, а актеры перед камерой изображают знаки зодиака. Но и в этой простоте чиновники Госкино СССР нашли крамолу. Главным недостатком рекламы назвали самого Владимира Семеновича, от которого, как известно, всего можно было ожидать. Но последний гвоздь в карьеру режиссёра Петрова забил вовсе не Высоцкий. Во всех бедах оказался виноват красный Лев.
Режиссёр фильма Виктор Петров дополняет:
Теперь  мне  всё  стало  ясно,  когда  директор  сделал  акцент  на  слове  «красный»  —  ведь  это  цвет  советского флага.  Значит,  Петров  хочет  сказать,  что  СССР  такой  же  хищник,  как  лев!  Вот  до  чего  может  довести   больное  и  трусливое  партийное  воображение... Все  знали,  что  у Высоцкого — почти   всё  с  подтекстом,  всё  с  намёком.  Вот  и  искали  везде  крамолу.  А  кто  ищет,  тот  найдёт.  В  Стране  Советов  боялись   не  только  мы  их,  но  и  они  нас.
После вырезки кадра с красным львом фильм был принят, однако режиссёру фильма пришлось сменить место работы.

## Прокат фильма

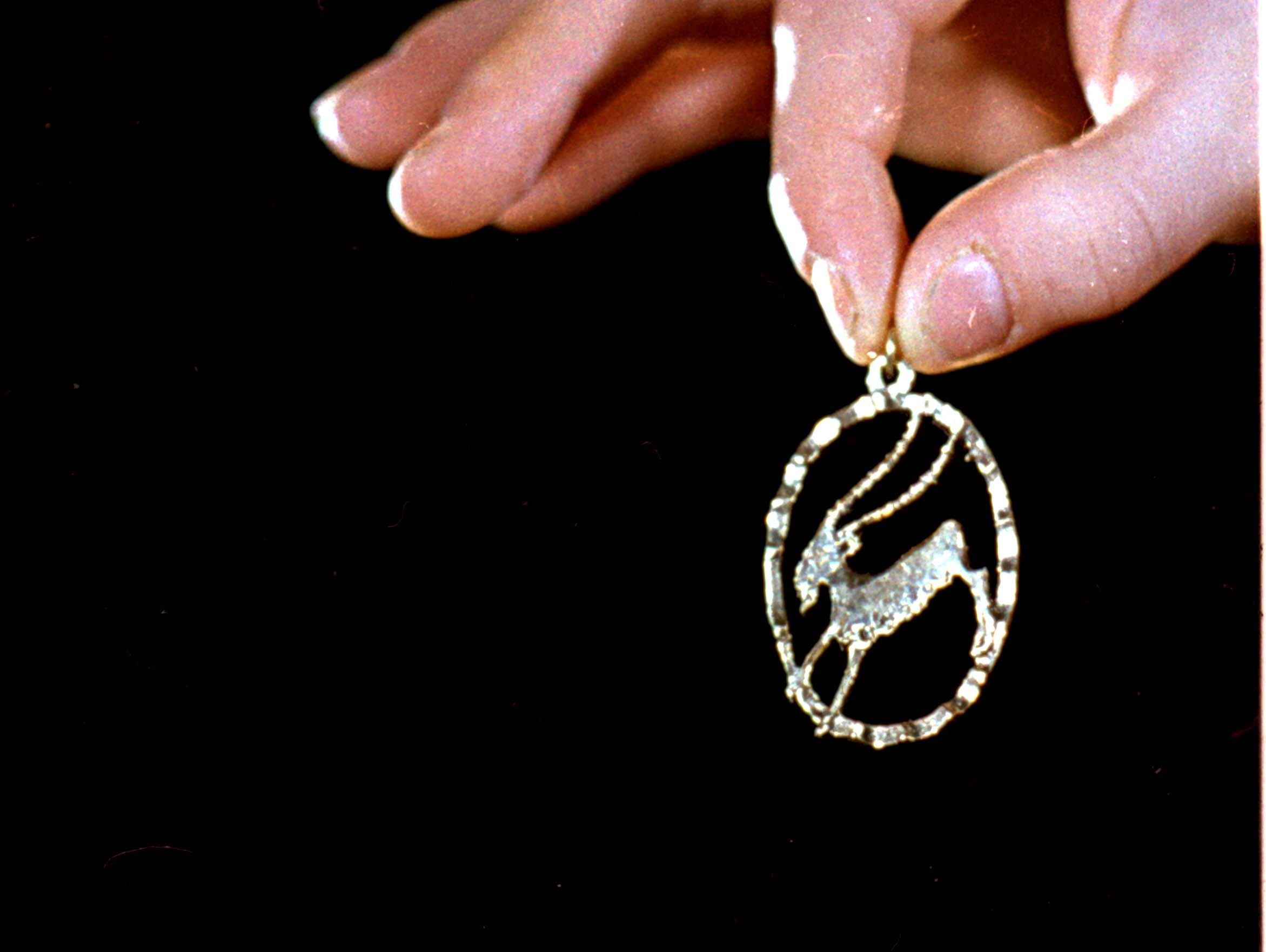
Кадр из фильма «Знаки зодиака»

Фильм шёл в виде киножурнала в ленинградских кинотеатрах весной и летом 1975 года.

## Дополнительные факты

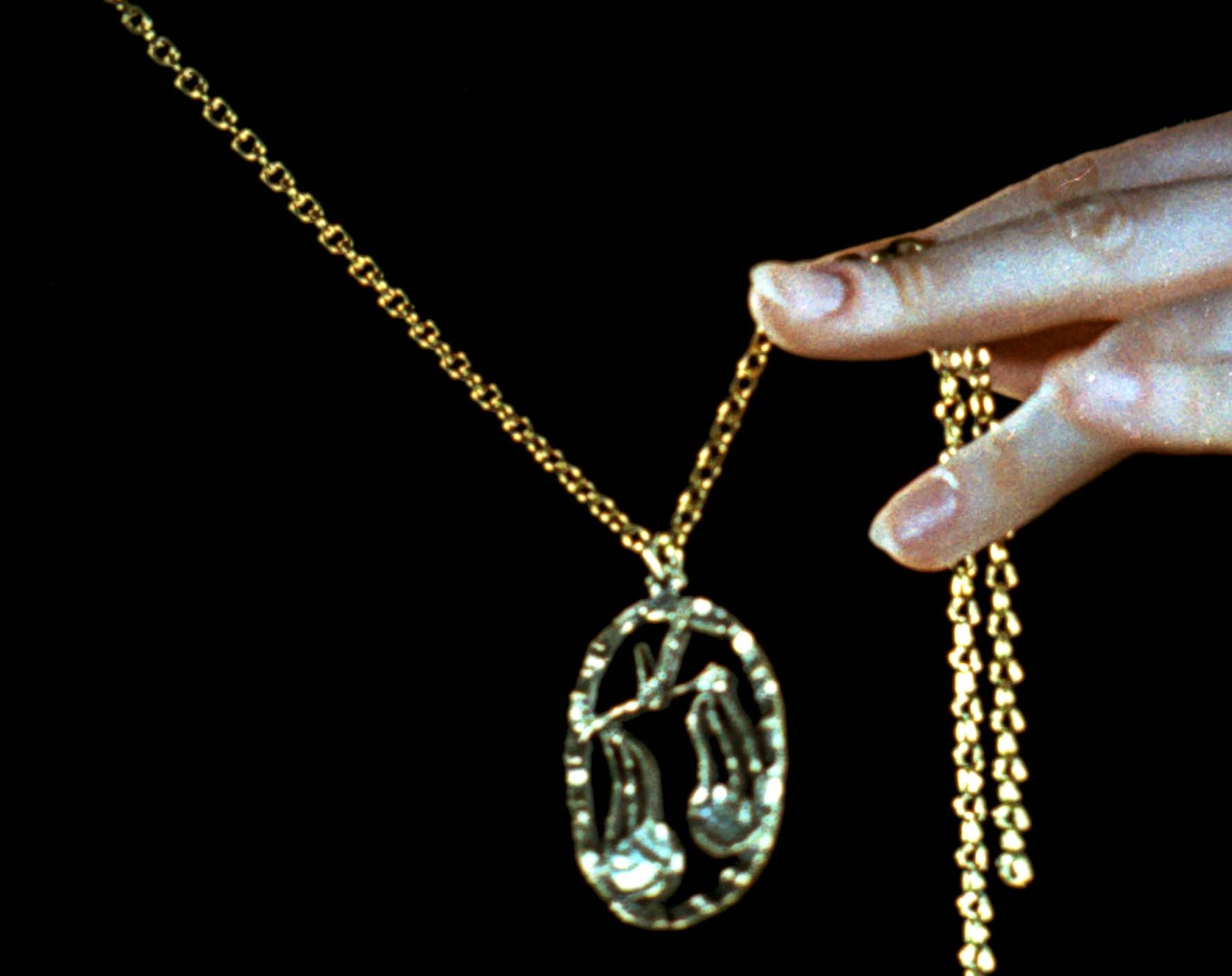
Кадр из фильма «Знаки зодиака»

Рабочее название фильма — «Ювелирные изделия».

Образцы ювелирных изделий, использовавшиеся в фильме, ещё не были пущены в производство. В фильме сняты специально сделанные экземпляры из медного сплава.
Копии кинофильма до сих пор не обнаружены. Сохранились отдельные кадры.